# Sihl (rivière)
Pour les articles homonymes, voir Sihl (homonymie).
La Sihl est une rivière suisse de 73 km de long.
Sa source est au Drusberg, canton de Schwytz. Près d'Einsiedeln la Sihl traverse le lac de Sihl qui, avec 11 km2, est le plus grand lac artificiel de Suisse.
La rivière laisse le canton de Schwytz après Schindellegi, pénètre sur le territoire cantonal zurichois puis, entre Hütten et Sihlbrugg, forme la limite entre les cantons de Zurich et de Zoug. Là, à Schönenberg, la rivière parcourt des rapides nommés Sihlsprung. De Sihlbrugg à Langnau am Albis la rivière traverse la forêt de Sihl, un site naturel protégé appartenant à la ville de Zurich. À Brunau la rivière disparaît sous une autoroute urbaine (la Sihlhochstrasse). Au Sihlhölzli elle s'écoule de nouveau librement puis passe sous la gare centrale de Zurich. Enfin elle se jette dans la Limmat à Zurich au lieu-dit Platzspitz.
La ligne de chemin de fer de la vallée de la Sihl longe la rivière entre Sihlbrugg et Zurich.

## Sources de l'article
- Articles Sihl des wikipédia en italien et allemand, consultés le 6 mars 2008.
- « Sihlsee »(Archive.org • Wikiwix • Archive.is • Google • Que faire ?) Page Sihl consultée le 6 mars 2008.